# Durazzo

Durazzos familjevapen.

Durazzo är en välkänd familj i Italien som hade sitt ursprung i Durrës i Albanien. Durazzo-familjen hjälpte Republiken Genua och finansierade uppbyggnaden av många städer. Två medlemmar av familjen, Stefano Durazzo (1594-1667) och Marcello Durazzo (1633-1710), var kardinaler.
Durazzo är också det italienska namnet på den albanska staden Durrës. Därifrån kommer namnen Johan av Durazzo och Karl av Durazzo.

### Fotnoter
1. ↑  Listri, Massimo; Cunaccia, Cesare M. (2004-05-01). Magnificent Italian villas and palaces. Rizzoli. ISBN 978-0-8478-2591-2. https://books.google.com/books?ei=ZFoKTcjTJMi48gOArqk4&ct=result&id=4WfqAAAAMAAJ&dq=Durazzo+family+Albanian&q=+The+Durazzos,+a+recently+ennobled+Genoese+family+of+Albanian+origin,+entered+the+building's+history+in+the+person+of+Giacomo+Filippo+II+(+1672-1764).#search_anchor. Läst 16 december 2010
2. ↑  ”Breslau den 7. Sept.”. Ordinarie Stockholmiske Posttijdender:  s. 5. 27 september 1686.
3. ↑  Samantha Kelly (2003). The new Solomon: Robert of Naples. sid. 94.
4. ↑  Svensk uppslagsbok (åren 1929-1955). sid. 1273-1274.